# Autoba purpureocinerea
Autoba purpureocinerea är en fjärilsart som beskrevs av Embrik Strand 1917. Autoba purpureocinerea ingår i släktet Autoba och familjen nattflyn. Inga underarter finns listade i Catalogue of Life.